# موسسه بالاسی
مؤسسه بالاسی (مجاری: Balassi Intézet) یک سازمان غیرانتفاعی فرهنگی در سراسر جهان است که توسط وزارت امور خارجه (Külügyminisztérium) مجارستان تأمین مالی می‌شود. این موسسه زبان مجاری وفرهنگ در مجارستان را در خارج از کشور گسترش و ترویج می‌کند و نقش کلیدی در توسعه و دستیابی به اهداف مجارستان در زمینه دیپلماسی فرهنگی دارد. به عنوان یک مرکز سازمانی، تمام فعالیت‌های ارائه شده توسط موسسات مجارستانی در خارج از کشور را هماهنگ و هدایت می‌کند.